# Biblioteca Pública de Tarragona
La Biblioteca Pública de Tarragona (BPT) és una biblioteca de titularitat estatal i gestionada per la Generalitat de Catalunya que es troba al número 30 del Carrer Fortuny de Tarragona. Forma part del Sistema de Lectura Pública de Catalunya, prestant els serveis propis de biblioteca i contribuint a la implementació de projectes i programes comuns. Del seu valuós fons patrimonial destaquen 318 manuscrits (d'entre els segles X al xviii), 230 incunables, 401 volums de la Biblioteca del virrei Pere Antoni d'Aragó (s. XVII) i prop de 35.000 volums dels segles XVI al xix.

## Història
Va ser creada el 1846, arran de les desamortitzacions eclesiàstiques, amb la finalitat de custodiar i conservar els fons bibliogràfics procedents dels monestirs de Santes Creus, Poblet i altres ordes monàstics de la província.
La institució ha tingut diverses ubicacions, i des de l'any 1962 es troba a l'actual edifici de la Biblioteca Provincial, també anomenada Casa de Cultura, ex-Col·legi Residència B.V.M. El seu fons patrimonial és declarat Bé Cultural d'Interès Nacional. El seu actual edifici és Bé Cultural d'Interès Local.
L'edifici s'ha remodelat en diverses fases els anys 1986, 1992, 2000 i 2005, en una readaptació continuada dels espais, del mobiliari i de l'organització amb l'objectiu de millorar els serveis al ciutadà. El maig de 1998, es va inaugurar el web i els serveis en línia de la Biblioteca, gràcies a la col·laboració de la Fundació Ciutat de Tarragona i al finançament de l'empresa Dow Chemical. Fou el precedent de l'actual web. Des del 2010 difon els serveis de biblioteca pública també a través de diferents canals de web 2.0.
La BPT treballa amb planificació estratègica, amb Qualitat Total i des del febrer de 2004 fins al febrer 2011 ha mantingut la Certificació ISO 9001:2000. i des de l'any 1999 fa enquestes de satisfacció d'usuaris (1999, 2005, 2009)

## Edifici
L'edifici on s'ubica actualment la Biblioteca pública de Tarragona és un edifici singular de la tercera època de construcció de l'Eixample tarragoní, fou inicialment projectat per Antoni Pujol per albergar-hi un col·legi-residència de la Congregació del Carme, mai no es va arribar a utilitzar. Ja que quan estava feta l'estructura i la façana, la Diputació provincial la comprà i transformà la distribució interior per a Casa de Cultura per l'arquitecte provincial Francesc Monravà Soler, el 1951.
L'edifici és molt proporcionat. Barreja l'obra de maons amb la pedra picada per emmarcar finestres, reforçar cantoneres i rematar la part superior de la façana. Té una torre a la cantonada, on es produeix l'entrada principal a través d'una porta amb arc de mig punt i una escalinata que envaeix la voravia i que, probablement, és l'element més notable. Consta de sotabanc, baixos i una planta. A la torre de la cantonada hi ha un pis més. La parcel·la no era regular, per això la disposició de l'angle asimètric de la cantonada d'entrada.
Les obertures són amb arc de mig punt i claus de volta ressaltades per les portes ubicades a la cantonada, les finestres són rectangulars agrupades de tres en tres, a excepció de la zona de l'últim pis amb galeries de finestres compostes per arc de mig punt i claus ressaltades. El coronament de l'edifici sobresurt la cornisa amb mènsules a la zona de la cantonada i a la resta sense mènsules.
L'orde i composició recorda a l'edifici Escuela Normal de Maestros i Maestras de Granada dissenyat per Antoni Flórez l'any 1923 de caràcter regionalista. La galeria superior és inspirada en les formes renaixentistes. L'any 1982 es reformà l'interior.

## Fons

### Fons Patrimonial

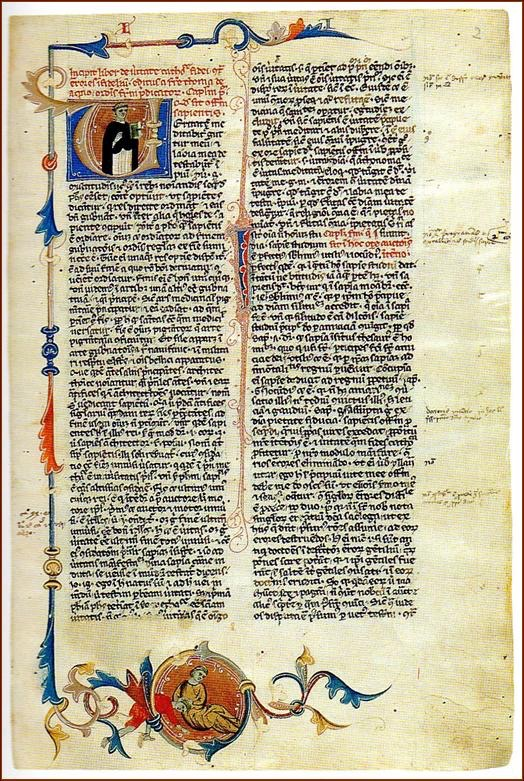
Manuscrit de la BPT

La part més important del fons antic de la Biblioteca la constitueixen els fons patrimonials procedents de les desamortitzacions eclesiàstiques; els decrets de 1835 i 1837, disposaven que es recollís i diposités el patrimoni bibliogràfic dels convents afectats a les biblioteques provincials; al llarg del temps s'hi han afegit successives donacions. Aquest fons el constitueixen aproximadament uns 35.000 volums, majoritàriament dels segles XVI al XIX i uns 10.838 fulletons antics dels segles XVIII al XX.

#### Manuscrits
La Biblioteca conserva 318 manuscrits (segles X-XVIII), procedents principalment dels monestirs de Santes Creus i Poblet i altres ordes monàstics de la província. La procedència més destacada és la de Santes Creus, amb 169 manuscrits dels segles X al xviii, la majoria llatins, un grec i 4 catalans, dedicats bàsicament a disciplines sagrades o eclesiàstiques. Procedents de Poblet, destaquen els 20 manuscrits de la llibreria del virrei Pere Antoni d'Aragó, quasi tots del segle xvii, de temàtica històrica, diplomàtica i literària. Els manuscrits procedents d'altres ordes monàstics de la província són menys nombrosos. El fons de manuscrits va ser inventariat per Jesús Domínguez Bordona. Tot el fons de manuscrits de la Biblioteca està digitalitzat a la Biblioteca Virtual del Patrimonio Bibliográfico.

#### Incunables

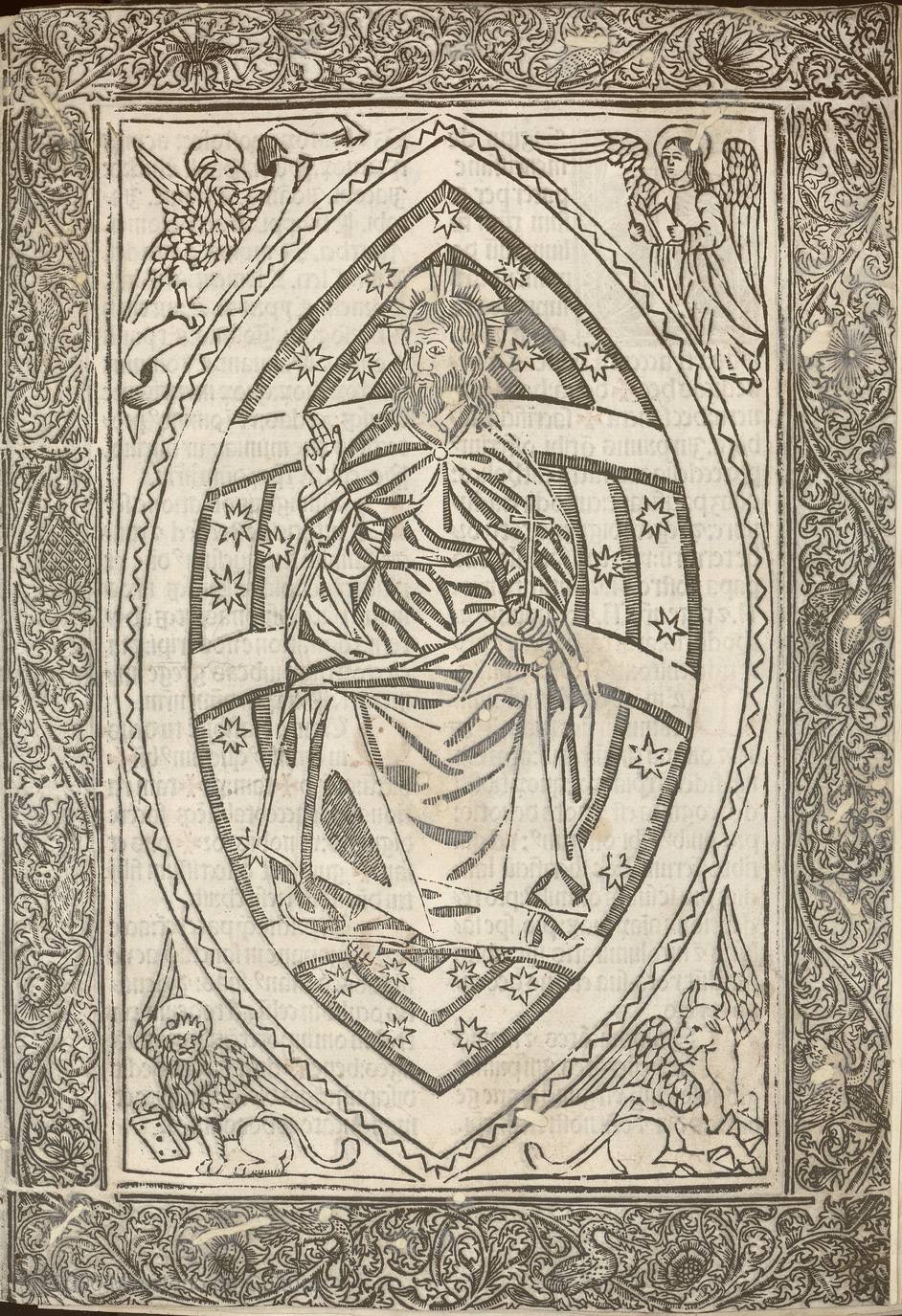
Pàgina de l'incunable Missale Tarraconensis

A la Biblioteca es conserven 230 incunables, procedents principalment dels monestirs de Santes Creus i Poblet, Carmelites de Valls i Tarragona, Franciscans missioners d'Escornalbou i de la llibreria del canonge Ramón Foguet i Foraster. Destaquen per la seva importància i raresa el Missale Tarraconense (Tarragona: 1499), la Physica Pauperum (Barcelona: 1482) i en llengua catalana el Regiment dels Princeps d'Aegidius Columna (Barcelona: 1480), les Constitucions de Catalunya (Barcelona: 1495), i Lo primer llibre del Crestià de Francesc Eximeniç (València: 1483). Es conserva també el primer llibre imprès a la ciutat de Tarragona el 1484, el Manipulus Curatorum de Guido de Monte Rocherii. El fons d'incunables va ser inventariat per Jesús Domínguez Bordona i està microfilmat.

#### Biblioteca del virrei Pere Antoni d'Aragó

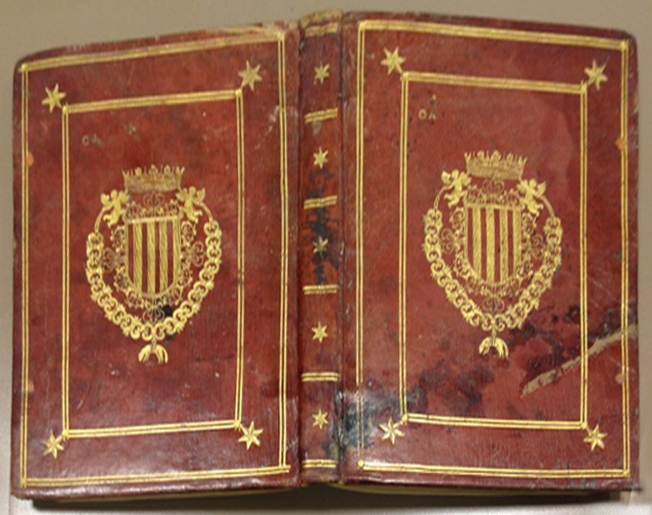
Enquadernació de la biblioteca de Pere Antoni d'Aragó

Pere Antoni d'Aragó (1611-1690) va ser un personatge brillant de la cort de Felip IV i Carles II. Entre altres càrrecs, va ocupar el de virrei i capità general de Catalunya i virrei de Nàpols. Va ser un dels grans mecenes del monestir de Poblet, a qui va donar la seva biblioteca el 1677. A l'any de la seva mort van traslladar-hi també les seves restes mortals. A semblança d'altres nobles de la seva època va reunir una important biblioteca, augmentada sobretot entre els anys 1662 i 1672 durant la seva estança a Itàlia. Aquesta biblioteca destaca per l'abundància de temàtiques diverses, destacant un bon nombre d'impresos i de manuscrits sobre afers d'estat, històrics, polítics i militars. A més de la importància de la temàtica, aquests llibres són especialment apreciats per la seva enquadernació. Els 401 volums que es conserven a la Biblioteca Pública de Tarragona és el principal lot, juntament amb el conservat al Monestir de Poblet. En el seu temps la biblioteca va arribar a tenir més de 3.600 volums. Aquest fons va ser inventariat per Jesús Dominguez Bordona.

### Fons local
La Biblioteca Pública de Tarragona reuneix des de mitjan segle xix llibres i documents referits a Tarragona o d'autors tarragonins, fet que ha permès disposar d'una important col·lecció. Des de l'any 1987, i amb la creació de la Secció local, es porta a terme un treball continuat amb serveis i projectes que tenen com a objectius impulsar el patrimoni, la història i la memòria. Més enllà de la Secció local els projectes es duen també a terme de forma transversal amb altres àrees de la Biblioteca i en col·laboració amb altres agents culturals del territori. Quant a publicacions periòdiques disposa d'un fons de més de 900 títols des del 1897. Són de tota classe: butlletins interns d'entitats, premsa política, revistes satíriques, butlletins municipals, revistes escolars, etc.

### Fons modern
El fons modern de la Biblioteca conté aproximadament uns 276.000 llibres. D'aquests, més de 200.000 estan informatitzats i, per tant, accessibles mitjançant el catàleg en línia. La majoria d'aquest fons general és de lliure accés i està ubicat en les diferents sales de la biblioteca. El fons de menys ús i també les obres especials i de més valor estan situades als dipòsits.
- El fons audiovisual de la Biblioteca té aproximadament uns 25.000 exemplars en diferents suports: DVD, disc sonors, vídeos i CD-ROM. Aquests fons estan distribuïts entre la Secció d'Audiovisuals i també integrats a la resta dels fons de la Biblioteca. La Secció d'Audiovisuals la formen el fons de pel·lícules, ordenat per gèneres cinematogràfics i sèries de televisió, i el fons de música, ordenat per estils musicals. Els documentals i material de suport a l'aprenentatge es troben integrats amb el fons bibliogràfic a la secció que li pertoca (segons el seu tema). El fons audiovisual per a nens està ubicat a la Sala Infantil. Periòdicament la Biblioteca elabora una guia amb la selecció de les novetats audiovisuals incorporades al fons. Dins la secció d'audiovisuals trobem també dos apartats destacats: el Racó del cinema i La música i els músics a Tarragona.[12]

- El fons hemeroteca: La Biblioteca conserva un important fons de diaris i setmanaris publicats des del 1896, així com diverses publicacions oficials del segle passat. També hi tenen una important presència les revistes, i des d'inicis del segle xx. A més d'aquest fons hemerogràfic antic, la Secció d'hemeroteca de la Biblioteca conté també prop de 2000 títols de publicacions periòdiques i oficials, i compta també amb un important fons de revistes en préstec.

### Col·leccions especials
- Biblioteca Popular de la Diputació de Tarragona: El fons està integrat per uns 10.000 volums procedents de l'antiga Biblioteca Popular de la Diputació de Tarragona, oberta al públic el 1926 i que el 1962 el seu fons va ser donat en dipòsit a la Biblioteca Pública Provincial de Tarragona.[13]
- Fons Montoliu: llegat fet per Manuel de Montoliu i de Togores (1877-1961), crític i historiador de la literatura, d'ascendència tarragonina.[14]
- Col·lecció de goigs de Josep Ma. Jujol: Col·lecció de 8000 goigs donada a la Biblioteca pel seu propietari Josep Maria Jujol i Gibert. L'origen de la col·lecció van ser 15 goigs heretats del seu pare - l'arquitecte Jujol - l'any 1950. La seva afició a l'excursionisme, acompanyada de la visita sistemàtica a santuaris i ermites, més les adquisicions, acaben per formar aquesta important mostra.[15] El fons abasta des de finals del segle xviii fins a l'actualitat.
- Col·lecció de llibres del Servei de Biblioteques del Front (1937-1938) : Formada per 330 títols diferents, tot i que de cada títol hi ha, per regla general, diversos volums però en nombre desigual, i en un total aproximat d'un miler d'exemplars. D'alguns n'hi pot haver entre 10 i 20 exemplars. Dels títols que se’n conserven més exemplars són de l'obra d'Antoni Rovira i Virgili, Quinze articles, i de Josep Pous i Pagès, Al marge de la revolució i la guerra. També hi ha exemples d'obres amb un sol exemplar com és el cas de la primera edició de L'irradiador del port i les gavines de Joan Salvat-Papasseit.[16]
- Col·leccions de literatura catalana: La Escena Catalana. Biblioteca Selecta. Obra completa de Josep Pla: Entre els diversos fons patrimonials que la Biblioteca custodia i posa a disposició dels usuaris s'hi conserven fons destacats dins de la història de la literatura catalana entre els quals destaquem les publicacions de teatre L'escena catalana i els primers llibres de la Biblioteca Selecta i més recentment la col·lecció de l'Obra completa de Josep Pla.
- Col·leccions de literatura castellana: BAE (Biblioteca de Autores Españoles)

### Col·leccions digitalitzades
La Biblioteca Pública de Tarragona compta amb un important fons hemerogràfic local. Les primeres publicacions periòdiques conservades són: el Butlletí oficial de la província de Tarragona (1870-), la revista La Idea: revista decenal de primera enseñanza (1896-), o el Diari de Tarragona (1897-). També són àmpliament reconeguts els seus fons patrimonials. La creació de la Biblioteca Pública de Tarragona (1846) ho va ser amb l'objectiu de conservar el patrimoni bibliogràfic dels convents afectats per la desamortització eclesiàstica de 1835. Destaquen entre aquests fons patrimonials la col·lecció dels 318 manuscrits, la major part medievals, els 230 incunables i els aproximadament 30.000 impresos dels segles XVI al xix. Actualment les biblioteques amb fons patrimonials tenen un doble objectiu, el de conservar per al futur en les millors condicions possibles aquest important llegat del passat i d'altra banda, el de facilitar l'accés als investigadors. La digitalització permet aquest doble objectiu de conservar i facilitar l'accés als documents. La Biblioteca Pública de Tarragona ha participat en projectes de digitalització com el de Biblioteca Virtual de Prensa Histórica i també en el de Biblioteca Virtual del Patrimonio Bibliográfico.

## Serveis

### Préstecs

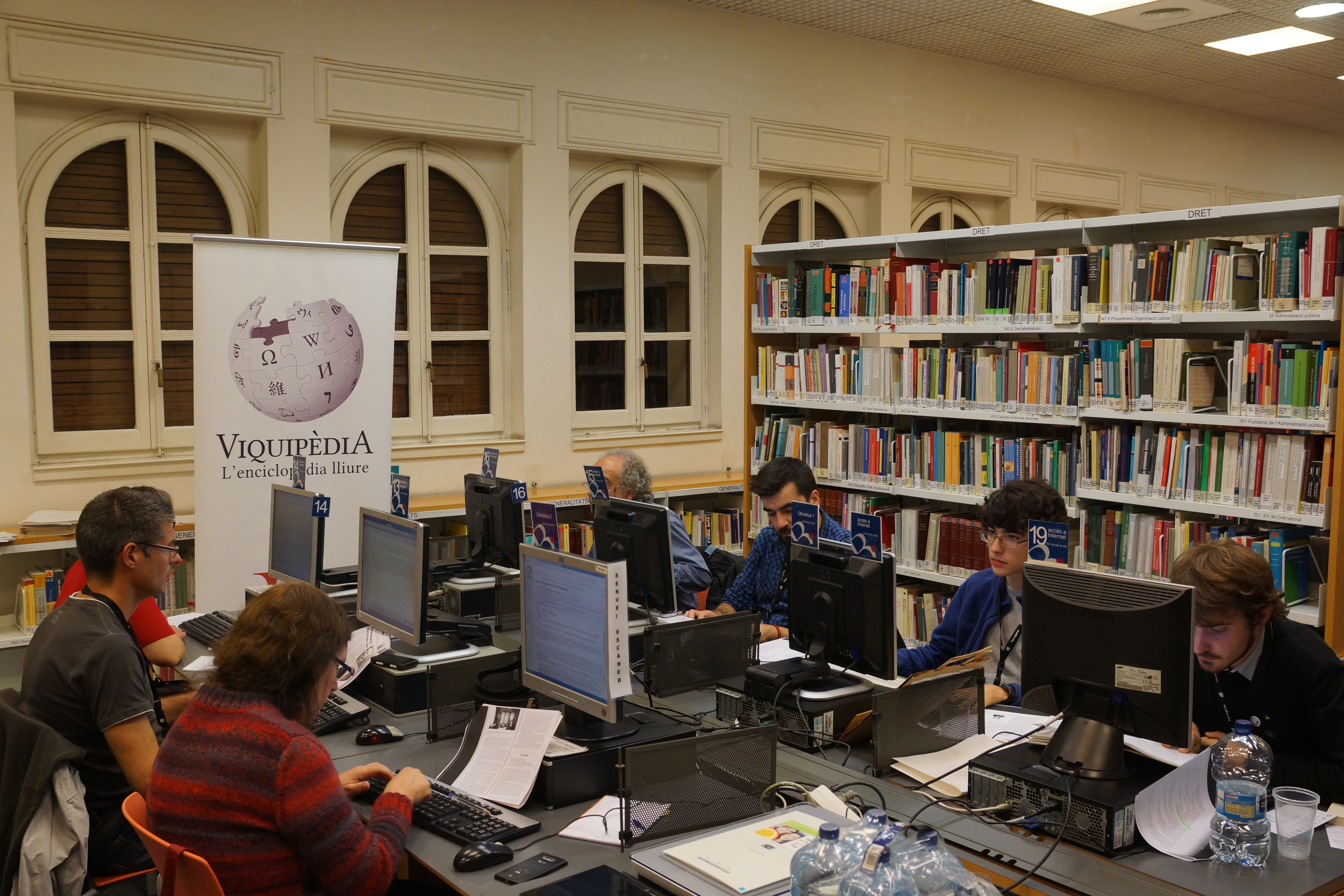
Usuaris de la biblioteca editant la Viquipèdia

Historial de préstecs realitzats a la Biblioteca:
| 2001    | 2002    | 2003    | 2004    | 2005    | 2006    | 2007    | 2008    | 2009    | 2010    | 2011    | 2012    | 2013    |
| ------- | ------- | ------- | ------- | ------- | ------- | ------- | ------- | ------- | ------- | ------- | ------- | ------- |
| 220.312 | 243.089 | 262.387 | 282.906 | 303.821 | 319.796 | 322.360 | 344.366 | 362.505 | 332.088 | 252.112 | 290.080 | 281.218 |

### Base de Dades de Premsa Local i Comarcal
La Base de Dades de Premsa Local i Comarcal (BDP) és una base de dades documental i gratuïta, actualitzada diàriament i que conté notícies publicades a la premsa (local, comarcal i nacional). La integren bàsicament notícies, articles d'opinió, cartes al director, entrevistes i editorials. S'inicia l'any 1997 i des de 2005 és a text complet, consultable en línia. Amb anterioritat a l'inici de la Base de dades la Biblioteca, i des de 1987, disposa de dossiers de premsa confeccionats des de la Secció Local. Actualment (2014), consta de més de 30.000 registres, que representen una important font d'informació sobre les comarques de Tarragona. En aquest sentit, l'àrea geogràfica que abasta la BDP inclou el Camp de Tarragona (Alt Camp, Baix Camp i Tarragonès) i les comarques del Baix Penedès, la Conca de Barberà i el Priorat. Per altra part, la selecció de les notícies gira al voltant d'uns àmbits temàtics preestablerts que preveuen també el seguiment de fets i esdeveniments considerats de relleu a la demarcació de Tarragona.
Pel que fa als àmbits temàtics, des de l'any 1997 la Base de dades de premsa ha seguit l'actualitat de les comarques tarragonines i amb l'objectiu de facilitar la consulta s'han agrupat aquells temes concrets que han tingut un especial ressò; en són exemples Caixa Tarragona Fusió 2009, SalouFest, Tarragona 2017 Candidatura als XVIII Jocs del Mediterrani, Fortí de la Reina, Cas dels residus tòxics al pantà de Flix, etc.

## Clubs de lectura
El juliol de 2003 la sala infantil i juvenil de lectura va iniciar el seu propi club de lectura, que ha evolucionat d'una dotzena d'usuaris el 2003 fins a una setantena el 2014.